# Schuppenechsen
Die Überordnung der Schuppenechsen (Lepidosauria) gehört zu den Reptilien. Sie umfasst lediglich zwei Untertaxa, die Schuppenkriechtiere (Squamata) mit über 9900 Arten und die Sphenodontia mit nur einer rezenten Art. Gemeinsam mit einer Reihe fossiler Tiergruppen, vor allem den als Sauropterygia bezeichneten Meeresreptilien, werden sie zu den Lepidosauromorpha zusammengefasst.

## Merkmale
Die Schuppenechsen gehören zu den Reptilien mit diapsidem Schädel. Gegenüber anderen rezenten Reptiliengruppen wie den Schildkröten und den Krokodilen zeichnen sie sich durch viele nur ihnen gemeine Merkmale aus (Apomorphien). Hierzu gehört vor allem die querstehende Kloake, durch deren Entwicklung wahrscheinlich der im Grundmuster der Amniota vorhandene unpaare Penis der Männchen verlorenging. Des Weiteren haben die Schuppenechsen eine an der Spitze geteilte Zunge und weisen eine Reduktion des Proatlas und des Xiphisternums auf. Ein weiteres wesentliches Merkmal ist die regelmäßige Häutung des gesamten Integumentes. Insgesamt werden 48 Merkmale angegeben, die dieses Taxon als monophyletisch bestätigen.